# 小羅伯特·特倫特·瓊斯

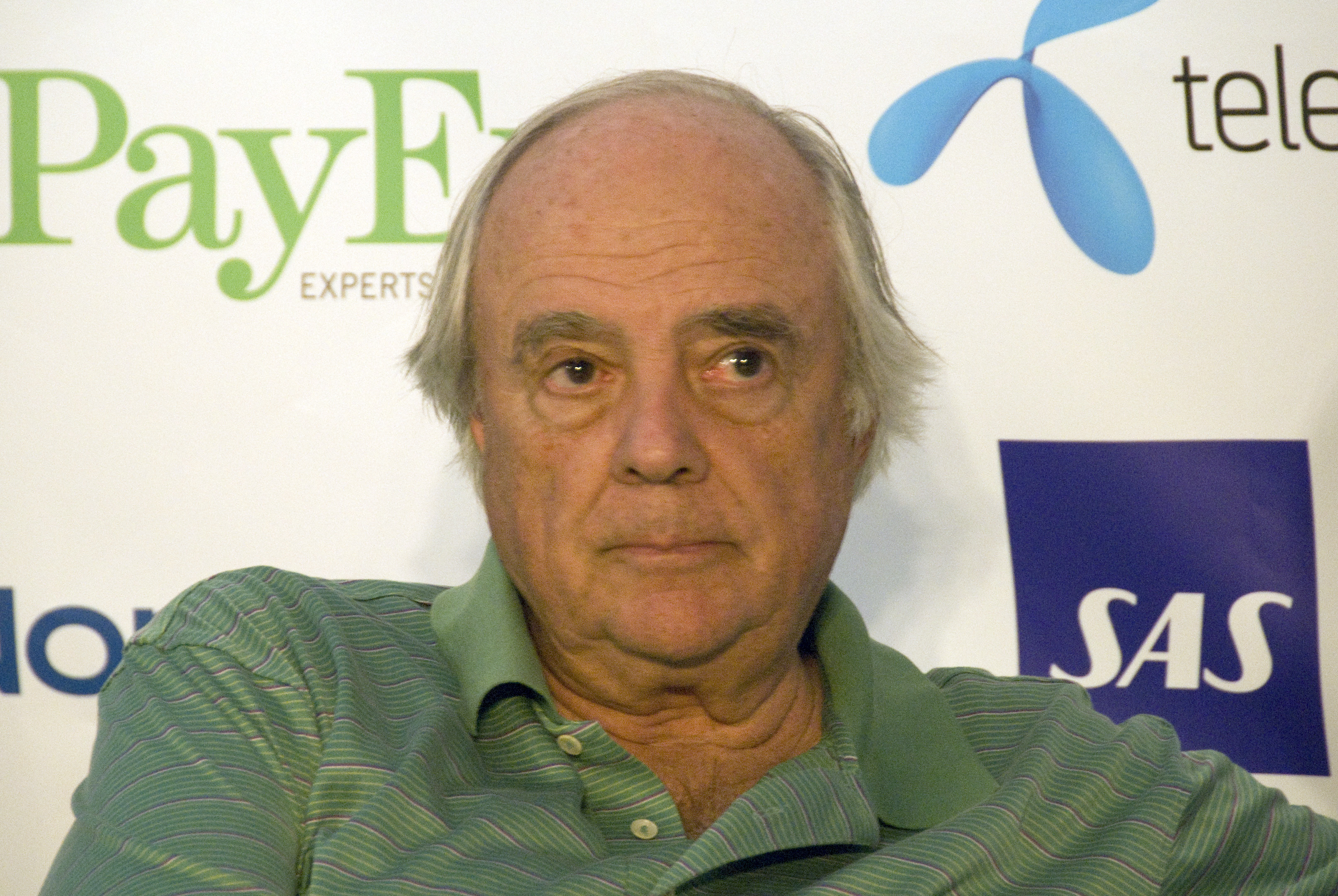
攝於2010年

小羅伯特·特倫特·瓊斯（英語：Robert Trent "Bobby" Jones Jr.，1939年7月24日—）是美國高爾夫球場設計師，曾任美國高爾夫球場設計師協會（ASGCA）會長，他的家裡一門三傑，其父親老羅伯特·特倫特·瓊斯和胞弟里斯·瓊斯都是知名高爾夫球場設計師。他設計的球場遍及世界各地，包括中國的亞龍灣高爾夫球會、新加坡的萊佛士鄉村俱樂部、澳大利亞國家高爾夫俱樂部的老球場、美國的大學山高爾夫球場等。